# Joseph Mostert
Joseph Mostert (Verviers, 26 juli 1912 – 28 april 1967) was een Belgisch atleet, die zich toelegde op de 1500 m. Hij werd meervoudig Belgisch kampioen op verschillende middellange afstanden. Ook nam hij eenmaal deel aan de Olympische Spelen, maar won bij die gelegenheid geen medaille.

## Biografie
In 1936 maakte hij op 24-jarige leeftijd zijn olympisch debuut op de Olympische Spelen van 1936 in Berlijn. Met een tijd van 3.56,6 werd hij vierde in de series en miste hij nipt de finale. Ook zijn landgenoot René Geeraert, die eveneens op de 1500 m uitkwam, overleefde deze ronde niet. Nadien betreurde hij na het kloppen van enkele finalisten tijdens meetings dit missen van de finale.
Zijn eerste succes boekte Mostert in 1937 door de nationale titel te veroveren op de 1500 m. Er zouden nog drie titels volgen op deze afstand en een op de 800 m. Op 26 september 1937 werd hij door Frans kampioen Robert Groix uitgenodigd om het wereldrecord op de 3/4 mijl te breken. Mostert was sneller dan de Fransman en pakte het wereldrecord in een tijd van 3.00,40. Daarmee was hij de eerst Belg die een wereldrecord atletiek op zijn naam kon schrijven. Voor zijn prestaties kreeg hij dat jaar de Nationale trofee voor sportverdienste uitgereikt.
Een jaar later was Mostert wederom succesvol door bij de Europese kampioenschappen in Parijs een zilveren medaille te behalen op de 1500 m. Met een tijd van 3.54,50 finishte hij achter de Brit Sydney Wooderson (goud; 3.53,6) en voor de Italiaan Luigi Beccali (brons; 3.55,2). Hiermee was hij de eerste Belg die een medaille behaalde op een Europees kampioenschap atletiek.
Door de wereldoorlog miste hij twee kansen op de Olympische Spelen. Na de oorlog waagde hij zonder succes zijn kans op de 5000 m.
In zijn actieve tijd was Mostert aangesloten bij Union St-Gillis.

## Belgische kampioenschappen
| Onderdeel | Jaar                   |
| --------- | ---------------------- |
| 800 m     | 1938                   |
| 1500 m    | 1937, 1939, 1941, 1942 |

## Persoonlijk record
Outdoor
| Afstand | Prestatie | Datum             | Plaats     |
| ------- | --------- | ----------------- | ---------- |
| 800 m   | 1.53,0    | 11 augustus 1939  | Stockholm  |
| 1500 m  | 3.50,0    | 15 september 1938 | Oslo       |
| 1 mijl  | 4.10,4    | 18 augustus 1939  | Helsinki   |
| 2000 m  | 5.21,8    | 24 september 1939 | Eskilstuna |
| 3000 m  | 8.19,4    | 8 september 1939  | Tampere    |

## Palmares

### 800 m
- 1938:  BK AC – 1.57,0

### 1500 m
- 1936: 4e series OS - 3.56,6
- 1937:  BK AC – 4.07,8
- 1938:  EK - 3.54,5
- 1939:  BK AC – 4.00,4
- 1941:  BK AC – 4.05,0
- 1942:  BK AC – 4.02,4

## Onderscheidingen
- 1937: Nationale Trofee voor Sportverdienste

1928 Louis Crooy en Victor Groenen · 1929 Georges Ronsse · 1930 Hyacinthe Roosen · 1931 René Milhoux en Jules Tacheny · 1933 Jef Scherens · 1934 Union Sint-Gillis · 1935 Arnold de Looz-Corswarem · 1936 Ernest Demuyter · 1937 Joseph Mostert · 1938 Hubert Carton de Wiart · 1939 Henry de Menten de Horne · 1940 Fernande Caroen · 1941 Jan Guilini · 1942 Pol Braekman · 1943 Albert de Ligne · 1944 niet toegekend · 1945 vliegend personeel van de Belgische sectie van de Royal Air Force · 1946 Gaston Reiff · 1947 Micheline Lannoy en Pierre Baugniet · 1948 Etienne Gailly · 1949 Feru Moulin · 1950 Briek Schotte · 1951 Johny Claes en Jacques Ickx · 1952 André Noyelle · 1953 bemanning van het jacht Omoo (zeilsport) · 1954 Adolf Verschueren · 1955 Roger Moens · 1956 Gilberte Thirion · 1957 Jacky Brichant en Philippe Washer · 1958 René Baeten · 1959 Belgische hockeyploeg bij de mannen · 1960 Flory Van Donck · 1961 Rik Van Looy · 1962 Gaston Roelants · 1963 Aureel Vandendriessche · 1964 Joël Robert · 1965 Eerste Jachtwing van de Belgische Luchtmacht · 1966 Raymond Ceulemans · 1967 Ferdinand Bracke en Eddy Merckx · 1968 Jacky Ickx · 1969 Serge Reding · 1970 Freddy Herbrand · 1971 Miel Puttemans · 1972 Karel Lismont · 1973 Roger De Coster · 1974 Paul Van Himst · 1975 Jean-Pierre Burny · 1976 Ivo Van Damme · 1977 Gaston Rahier · 1978 RSC Anderlecht · 1979 Robert Van de Walle · 1980 Belgische voetbalploeg bij de mannen · 1981 Annie Lambrechts · 1982 Ingrid Berghmans · 1983 Eddy Annys · 1984 André Malherbe · 1985 niet toegekend · 1986 William Van Dijck · 1987 Ingrid Lempereur · 1988 Eric Geboers · 1989 Michel Preud'homme · 1990 Jan Ceulemans · 1991 Jean-Michel Saive · 1992 Annelies Bredael · 1993 Vincent Rousseau · 1994 Brigitte Becue · 1995 Frédérik Deburghgraeve · 1996 Johan Museeuw · 1997 Luc Van Lierde · 1998 Ulla Werbrouck · 1999 Gella Vandecaveye · 2000 Joël Smets · 2001 Kim Clijsters en Justine Henin · 2002 Marc Wilmots · 2003 Stefan Everts · 2004 Axel Merckx · 2005 Tom Boonen · 2006 Kim Gevaert en Tia Hellebaut · 2007 4x100m-estafetteploeg voor vrouwen · 2008 niet toegekend · 2009 Philippe Gilbert · 2010 Philippe Le Jeune · 2011 Kevin Borlée · 2012 Evi Van Acker · 2013 Frederik Van Lierde · 2014 Daniel Van Buyten · 2015 4x400m-estafetteploeg voor mannen · 2016 Nafissatou Thiam · 2017 David Goffin · 2018 Nina Derwael · 2019 Belgische hockeyploeg bij de mannen · 2020 Wout van Aert · 2021 Bashir Abdi · 2022 Remco Evenepoel · 2023 Bart Swings · 2024 Lotte Kopecky